# Mucine
Mucine (lateinisch mucus ‚Schleim‘), deutsch auch Muzine, sind der strukturgebende Bestandteil des Schleims von Organismen. Diese protektiven Substanzen können von sehr vielen Mikroorganismen (namensgebend für Schleimpilze), Pflanzen und Tieren gebildet werden. Sie können äußerlich (z. B. bei Prokaryoten, Einzellern, Weichtieren) oder zum auskleidenden Schutz von inneren Organen auf den Schleimhäuten (Mucosa) dienen. Mucine sind Glykoproteine, also Makromoleküle aus einer zentralen Proteinkette und (langen) Seitenketten aus Zuckerverbindungen (Polysacchariden). Die Polysaccharide verleihen den Mucinen eine hohe Wasserbindungskapazität und schützen das zentrale Protein vor enzymatischem Abbau (Proteolyse) oder Einwirkung von Säuren (im Verdauungssystem). Mucine spielen eine Rolle für die Barrierefunktion durch die Schleimhäute und die Adhäsion.

## Benennung und Einteilung
Die Mucine werden funktional in zwei Gruppen eingeteilt: in membrangebundene und in abgesonderte Mucine.
Unabhängig davon werden sie beim Menschen mit dem Kürzel „MUC“, gefolgt von einer Zahl benannt beziehungsweise durchnummeriert (MUC1, MUC2, MUC3A usw.). Im Jahr 2002 waren sechzehn Mucin-Gene im Menschen bekannt: MUC1, MUC2, MUC3A, MUC3B, MUC4, MUC5AC, MUC5B, MUC6–9, MUC11–13, MUC16 und MUC17.
Diese Benennung wurde jedoch kritisiert, da sie die Existenz einer Familie von Genen suggeriert, während zwischen den Genen der verschiedenen Mucine die entsprechende Sequenzhomologie oft fehlt. 
Bei MUC1, MUC3A (Isoform 1), MUC3B und MUC4 handelt es sich um Transmembranproteine, die mit ihrer extrazellulären Domäne zur Glykokalyx beitragen, MUC2, MUC5AC, MUC5B, MUC6 und MUC7 werden von den Schleimhäuten abgesondert („sekretorische Mucine“) und MUC8 lässt sich nicht eindeutig in eine dieser Kategorien einordnen.

## Aufbau
Mucine bestehen aus einem zentralen Protein, welches in hohem Maße glykosyliert, das heißt mit kovalent gebundenen Polysacchariden versehen ist. Die Polysaccharide haben typischerweise einen Anteil von 60 bis 80 Massenprozent am Mucin. Sie haben eine sehr hohe molekulare Masse um 120×106 Dalton und tragen oft durch Sialyl- oder Sulfatgruppen eine hohe negative Ladung. Dieser anionische Charakter sowie die Hydroxygruppen innerhalb der Polysaccharide ermöglichen es den Mucinen, viel Wasser an sich zu binden, und führen so zu der gel- bzw. schleimartigen Konsistenz der Mucine. Das zentrale Protein ist reich an den Aminosäuren Serin, Threonin und Prolin. Es enthält bei allen bisher bekannten Mucinen mehrere tandem-repeat-Domänen, welche auch die Bereiche des Proteins sind, an denen die Polysaccharide durch O-Glykosylierung an das Protein gebunden sind. Diese tandem-repeat-Domänen unterscheiden die „echten“ Mucine von mucinähnlichen Glykoproteinen wie GlyCAM1 oder MadCAM1, die bei der Adhäsion eine Rolle spielen.

Schematische Darstellung eines Mucins, der Strich in der Mitte stellt das Protein dar, die davon abstehenden verbundenen Sechsecke die Polysaccharide. Im Ausschnitt ist die Verbindung zwischen Threonin und dem ersten Zucker, GalNAc, gezeigt

Die Polysaccharidkette beginnt normalerweise mit einem N-Acetylgalactosamin, welches über die Alkoholfunktion von Serin oder Threonin, das heißt über ein Sauerstoffatom mit dem Proteinrückgrat kovalent verbunden ist, und besteht aus etwa 5–10 Einfachzuckern pro Kette. Dies unterscheidet die Mucine von den meisten anderen Glykoproteinen, in denen N-Acetylglucosamin über eine Amidgruppe mit Asparagin verbunden ist.
Der erste und wahrscheinlich ebenfalls der zweite Zucker des Oligosaccharids wird durch die Struktur des darunterliegenden Proteins bestimmt. Die weiteren Zucker sind jedoch davon unabhängig und werden vermutlich nur durch die Konzentrationen der entsprechenden Glykosyltransferasen bestimmt.
Es ist wahrscheinlich, dass die einzelnen Mucine über Disulfidbindungen miteinander verknüpft sind, wodurch sich das Auftreten linearer Mucinketten mit etwa der zwanzigfachen Masse eines einzelnen Mucins erklären lässt.
Die Enden der Polysaccharide sind teilweise mit Sulfatgruppen oder O-acetylierten Sialinsäuregruppen versehen, um einen Abbau der Mucine durch Bakterien zu erschweren.

## Funktion
Im tierischen (und menschlichen) Körper werden Mucine von den Schleimhäuten (z. B. Augen, Bronchien, Mund, Nase, Magen, Darm) zum Schutz gegen chemische und mechanische Einwirkungen von mukösen Drüsen sezerniert (ausgeschieden). Sie werden beispielsweise im Magen von Nebenzellen gebildet. Diese sezernieren mit Bikarbonat beladene Mucine (Bikarbonatbatterien, die zu dem Bikarbonatsystem des Magen-Darm-Trakts gehören,) welche Salzsäure neutralisieren. Diese Magenschleimhautbarriere schützt den Magen vor der Säure. Weitere Vorkommen in: Knorpel, Sehnen, Haut, Serum, Glaskörper und als Nubecula im Harn.
MUC1, MUC2, MUC3, and MUC4 sind dabei die hauptsächlich im Colon vorkommenden Mucine. Den größten Anteil der abgesonderten Mucine hat MUC2.
Im Dünndarm ist MUC3 das hauptsächlich ausgeschiedene Mucin.
In der Medizin werden Mucine als Bestandteil von künstlichem Speichel therapeutisch eingesetzt.

## Pathologie
Eine erhöhte Produktion von Mucinen wird bei vielen Adenokarzinomen wie beispielsweise Darmkrebs, Magenkrebs, Bauchspeicheldrüsenkrebs, Lungenkrebs, Prostatakrebs oder auch Brustkrebs beobachtet. Auch bei Lungenkrankheiten wie Asthma, Bronchitis oder chronisch obstruktiver Lungenerkrankung (COPD) sind Mucine überexprimiert. Insbesondere die beiden Mucine MUC1 und MUC4 wurden und werden deshalb intensiv auf ihre pathologische Funktion hin untersucht. Diese Mucine sind für die Diagnostik potenzielle Tumormarker sowie auch Ansatzpunkte für neue Therapieformen.

## Geschichte
Schleime oder Mucine wurden erstmals von Clamer Herman Hoffbauer (1734) beschrieben.
Bis in die 1970er Jahre wurde der Begriff Mucin für den hauptsächlichen Glykoprotein-Bestandteil in abgesondertem Schleim verwendet, der jedoch kaum charakterisiert war. Zu diesem Zeitpunkt war der hohe Bestandteil an hauptsächlich negativ geladenen Kohlenhydraten (über 50 Massenprozent) und der hohe Gehalt an den Aminosäuren Threonin und Serin in dem Protein der Mucine bekannt. In den 1980er Jahren zeigte sich jedoch durch den Einsatz fortgeschrittener spektroskopischer Methoden (neuere Formen der Massenspektrometrie und Kernspinresonanzspektroskopie), dass Mucine eine wesentlich komplexere Glykosylierung aufweisen, als zuvor angenommen. Etwa zeitgleich wurden Epitope auf Mucinen gefunden, welche mit Tumoren in Zusammenhang gebracht wurden. 
Im Jahr 1990 wurden die DNA-Sequenzen der ersten vier Gene für Mucine entschlüsselt.

## Belege
1. ↑  Die Rheinpfalz 4. Dezember 2021
2. ↑  Trefoils and Mucins 2002. In: International Journal of Experimental Pathology. 83, 2002, S. A1–A23, doi:10.1046/j.1365-2613.2002.t01-1-00226.x.
3. ↑  J. Dekker et al.: The MUC family: an obituary. In: Trends Biochem Sci. Band 27, 2002, S. 126–131. PMID 11893509.
4. ↑  Perez-Vilar J, Hill RL: The Structure and Assembly of Secreted Mucins. In: J Biol Chem. Band 274, Nr. 45, 1999, S. 31751–31754.
5. 1 2  Franz-Georg Hanisch, Stefan Müller: MUC1: the polymorphic appearance of a human mucin. In: Glycobiology. Band 10, Nr. 5, 1. Mai 2000, S. 439–449, doi:10.1093/glycob/10.5.439 (englisch, oxfordjournals.org).
6. ↑  Zeichnung analog R. Xu, S. R. Hanson, Z. Zhang, Y. Y. Yang, P. G. Schultz, C. H. Wong: Site-specific incorporation of the mucin-type N-acetylgalactosamine-alpha-O-threonine into protein in Escherichia coli. In: Journal of the American Chemical Society. Band 126, Nummer 48, Dezember 2004, S. 15654–15655, doi:10.1021/ja044711z, PMID 15571382.
7. ↑  J. M. Rhodes: Mucins and inflammatory bowel disease. In: Q J Med, Band 90, 1997, S. 79–82. PMID 9068798.
8. ↑  A. P. Corfield et al.: Mucin degradation in the human colon: production of sialidase, sialate O-acetylesterase, N-acetylneuraminate lyase, arylesterase, and glycosulfatase activities by strains of fecal bacteria. In: Infection and Immunity. Band 60, Nr. 10, 1992, S. 3971–3978.
9. ↑  S. E. Miederer, O. Stadelmann: Physiology and physiopathology of gastric secretion. In: Med Klin. Band 66, 1971, S. 1587–1593. PMID 4943889.
10. ↑  S. E. Miederer: The gastric mucosal barrier. In: Hepatogastroenterology, Band 33, 1986, S. 89–91.
11. ↑  T. Shirazia et al.: Mucins and inflammatory bowel disease. In: Postgrad. Med. J. Band 76, 2000, S. 473–478.
12. ↑  K. M. A. J. Tytgat et al.: Muc2 is the prominent secretory mucin in ulcerative colitis. In: Netherl. J. Med. Band 47, Nr. 2, August 1995, S. 41, doi:10.1016/0300-2977(95)97050-Y (englisch).
13. ↑  D. R. Mach et al.: Extracellular MUC3 mucin secretion follows adherence of Lactobacillus strains to intestinal epithelial cells in vitro. In: Gut. Band 52, 2003, S. 827–833. PMC 1773687 (freier Volltext).
14. ↑  A. P. Singh et al.: MUC4 expression is regulated by cystic fibrosis transmembrane conductance regulator in pancreatic adenocarcinoma cells via transcriptional and post-translational mechanisms. In: Oncogene, Band 26, 2007, S. 30–41. PMID 16799633.
15. ↑  A. P. Singh et al.: Aberrant expression of transmembrane mucins, MUC1 and MUC4, in human prostate carcinomas. In: Prostate, Band 66, 2006, S. 421–429. PMID 16302265.
16. ↑  A. P. Singh et al.: Emerging roles of MUC4 in cancer: a novel target for diagnosis and therapy. In: Cancer Research, Band 67, 2007, S. 433–436. PMID 17234748.
17. ↑  C. H. Hoffbauer: De ignobili Muco Ingrato Multorum Nobilium Hospite. Italae, Magdeburg 1734.